# Мамсуров Таймураз Дзамбекович
Таймура́з Дзамбе́кович Мамсу́ров (рос. Таймура́з Дзамбе́кович Мамсу́ров, ос. Мамсыраты Дзамбеджы фырт Таймураз; нар. 13 квітня 1954) — колишній глава Республіки Північна Осетія — Аланія, Росія. Він змінив Олександра Дзасохова, який добровільно пішов у відставку 31 травня 2005 року.

## Біографія
Випускник Північно-Кавказького гірничо-металургійного інституту, Мамсуров також здобув ступінь з історії в Академії суспільних наук при ЦК КПРС. Він розпочав свою кар'єру в Комсомолі, «Комуністичній спілці молоді», у 1970-х роках і просувався по службі в КПРС у 1980-х роках. У 1994 році його було обрано заступником голови Верховної Ради Республіки Північна Осетія — Аланія, а в 1995 році його призначили головою адміністрації Правобережного району республіки. Він очолював уряд Північної Осетії з лютого 1998 року по жовтень 2000 року та парламент республіки з 19 жовтня 2000 року по 7 червня 2005 року, коли за ініціативою тодішнього президента Росії Володимира Путіна його було затверджено на посаді глави Республіки Північна Осетія — Аланія. Мамсуров був союзником Путіна і займав посаду у Вищій раді партії Єдина Росія, а також у Президії Державної ради Росії.
Офіційна біографія Мамсурова приписує йому економічні успіхи в республіці та описує його як «центристського» політика з ліберальними поглядами.
Правління Мамсурова в Північній Осетії збіглося з погіршенням відносин із сусідньою республікою Інгушетія, з якою осетини вели війну за Пригородний район на початку 1990-х років. Він звинувачував інгуську владу в навмисному розпалюванні суперечки між двома республіками та веденні «інформаційної війни» проти Північної Осетії. Мамсуров також підтримує тіснішу співпрацю з Південною Осетією, сепаратистським регіоном Грузії, який прагне до інтеграції з Росією через союз із Північною Осетією. У липні 2008 року він звинуватив західних дипломатів у розробці «єзуїтського плану» об'єднання Південної та Північної Осетії в єдине утворення, щоб потім втягнути його до НАТО через Грузію.

## Особисте життя
Мамсуров одружений, має трьох дітей. Його хобі — філософія та історія.